# راز جو گولد (فیلم)
راز جو گولد (به انگلیسی: Joe Gould's Secret) فیلمی محصول سال ۲۰۰۰ و به کارگردانی استنلی توچی است. در این فیلم بازیگرانی همچون استنلی توچی، ایان هولم، پاتریشا کلارکسون، هوپ دیویس، سوزان ساراندون، هالی هرش، سارا هایلند، سلیا وستون، استیو مارتین، دیوید وال و هری بوگین ایفای نقش کرده‌اند.